# Deltocyathus heteroclitus
Espèce
Statut CITES
Deltocyathus heteroclitus est une espèce de coraux appartenant à la famille des Deltocyathidae ou Caryophylliidae.